# Villers-Outréaux

Villers-Outréaux este o comună în departamentul Nord, Franța. În 1 ianuarie 2022 avea o populație de 2.137 de locuitori.